# 후지하라 쓰토무
후지하라 쓰토무(일본어: 藤原 務, 1980년 10월 13일 ~ )는 일본의 전 축구 선수이다.

## 구단 경력
과거 세레소 오사카, 아비스파 후쿠오카에서 활동하였다.